# Ludwig Dürr
Ludwig Dürr (Stuttgart, 4 de junho de 1878 — Friedrichshafen, 1 de janeiro de 1956) foi um engenheiro projetista de dirigíveis alemão.